# 王追騏
王追骐，字雪洲，號錦之，湖廣黃岡縣人，清朝政治人物。
順治十六年（1659年）登己亥科進士，改庶吉士，授礼科给事中。有《居俟楼集》。